# Provincia Kazahstanul de Nord
Kazahstanul de Nord este o provincie a Kazahstanului. Ea se întinde pe suprafața de 98.040 km², are o populație de 665,800 locuitori cu o densitate de 7 loc./km². Rușii sunt majoritari; ei alcătuiesc 50% din populație.
Provincia este situată în nordul țării, ea se învecinează cu Rusia (Kurgan, Omsk) la nord, și cu provinciile kazahe Kostanay (vest), Pavlodar (est) și cu Akmola (sud). Pe aici trece râul Esil, tributar al râului Irtâș.